# Лисаний (тетрарх Абилены)
Лисаний (др.-греч. Λυσανίας; лат. Lysanias) — тетрарх Абилены (библейской Авилинеи) до 29—37 годов.
Возможно, сын Зенодора и внук Лисания, тетрарха Итуреи. Историчность его не считается вполне установленной, так как опирается, в основном, на упоминание в Евангелии от Луки, которое сообщает, что на 15-м году правления Тиберия (29 год н. э.) Лисаний был тетрархом Абилены (Авилинеи). Вопреки распространённому мнению, представляется маловероятным отождествление этого человека с Лисанием, казнённым Марком Антонием ок. 36 года до н. э. (как по причине смерти, так и из-за большого хронологического промежутка).
Евсевий Кесарийский, со ссылкой на Иосифа Флавия, сообщает, что Лисаний получил тетрархию в ходе территориальной реорганизации, произведённой римлянами после ссылки царя Ирода Архелая в 6 году н. э. Но в дошедших до нас текстах Иосифа Флавия такого сообщения нет.
Иосиф Флавий пишет, что Калигула сразу после смерти Тиберия провозгласил Ирода Агриппу I правителем тетрархии Ирода Филиппа, и добавил к его владениям ещё тетрархию Лисания. Поскольку из текста Флавия не ясно, о каком Лисании идёт речь, те исследователи, которые отрицают существование Лисания (II), полагают, что речь идёт о какой-то части бывшей Итурейской тетрархии, за которой закрепилось имя Лисания.
В 41 году император Клавдий среди прочего добавил к владениям Ирода Агриппы Абилу, «которой некогда управлял Лисаний». Около 54 года Клавдий передал Ироду Агриппе II тетрархию Филиппа, а также Батанею и Трахонитиду с Абилой, «некогда входившие в состав тетрархии Лисания».